# Muhammad Abd-Al-Rahman Barker
Muhammad Abd-Al-Rahman Barker (* 3. November 1930 als Philip Barker in Idaho; † 16. März 2012; Pseudonym: M. A. R. Barker) war ein US-amerikanischer Professor für Urdu und Südasienstudien und Schriftsteller.

## Leben
Muhammad Abd-Al-Rahman Barker wurde unter dem Namen Philip Barker in Idaho als Sohn eines Schulleiters mit britischen Vorfahren geboren. Er schrieb sich an der Washington State University ein und erhielt mit 21 Jahren ein Stipendium des Fulbright-Programms, um indische Sprachen studieren zu können. Nach seinem Abschluss ging er für weiterführende Studien an die University of California, Berkeley und verfasste dort seine Dissertation über die Sprache der Klamath. Barker lehrte zunächst von 1958 bis 1960 am Islamic Institute der McGill University in Montreal, ging dann im Rahmen seiner Forschungsarbeit an Lehrmaterialien für die Sprache Urdu für zwei Jahre an die University of the Punjab nach Lahore und wurde 1972 Leiter des Departments für Südasienstudien an der University of Minnesota. Nach seiner Emeritierung blieb er mit seiner Frau in Minneapolis wohnhaft. Die Änderung seines Namens von Philip zu Muhammad Abd-Al-Rahman vollzog Barker im Rahmen seiner Konversion zum Islam auf seiner ersten Reise nach Indien 1951.

### Wissenschaftliche Arbeit
In den Jahren 1963 und 1964 publizierte Barker ein Wörterbuch und eine Grammatik zur Sprache der Klamath, entwickelte dabei auch ein Aussprachesystem für Klamath, welches von Vertretern dieses Volkes als akkurate und lautgetreue Wiedergabe aller möglichen Laute jener Sprache angesehen wird. 1967 legte er mit seiner Projektgruppe am Islamic Institute das dreiteilige Standardwerk A Course in Urdu vor, dem als Sprachmaterialien zu Urdu bis 1969 noch drei weitere Publikationen folgten (An Urdu newspaper reader, A Reader of Modern Urdu Poetry und An Urdu Newspaper Word-Count).

### Tékumel
In den 1970er-Jahren entwickelte Barker im Rahmen eines Pen-&-Paper-Rollenspiels die fiktive Welt Tékumel, zu der er zudem fünf Fantasy-Romane veröffentlichte. Neben dem Entwurf einer Historie der Welt Tékumel und verschiedenen Völkern erfand er dabei auch die konstruierte Sprache Tsolyáni, die er im 1978 veröffentlichten Werk The Tsolyáni language beschrieb.

### Antisemitismus
Im Januar 2022 wurde der Erfinder von Tekumel M. A. R. Barker als Autor des antisemitischen Romans Serpent´s Walk identifiziert, der 1991 unter einem Pseudonym veröffentlicht wurde.

## Schriften

### Klamath
- Klamath texts, 1963.[6]
- Klamath dictionary, 1963.[6]
- Klamath grammar, 1964.[6]

### Urdu
- A Course in Urdu (3 Bände, als Co-Autor), 1967.[7]
- An Urdu newspaper reader (als Co-Autor), 1968.[8]
- A Reader of Modern Urdu Poetry (als Co-Autor), 1968.
- An Urdu Newspaper Word-Count (als Co-Autor), 1969.[9]
- Urdu-English vocabulary, 1980.

### Sonstige
- A Course in Baluchi (2 Bände, als Co-Autor), 1969.[10]

## Werke

### Rollenspiel Tékumel
- Empire of the Petal Throne, 1975.
- War of wizards, 1975.
- The Book of Ebon Bindings, 1978.
- The Tsolyáni Language (2 Bände), 1978.

### Romane
Tekumel: The Empire of the Petal Throne
- The Man of Gold, 1984.
- Flamesong, 1985.
- Prince of Skulls, 2002.
- Lords of Tsámra, 2003.
- A Death of Kings, 2003.